# Andrzej Rosenwald
Andrzej Rosenwald SJ (ur. 1601 w Braniewie, zm. 18 marca 1667 w Reszlu) – jezuita, teolog i filozof, poeta łaciński, autor dedykowanych królowi Władysławowi IV utworów poetyckich.

## Życiorys

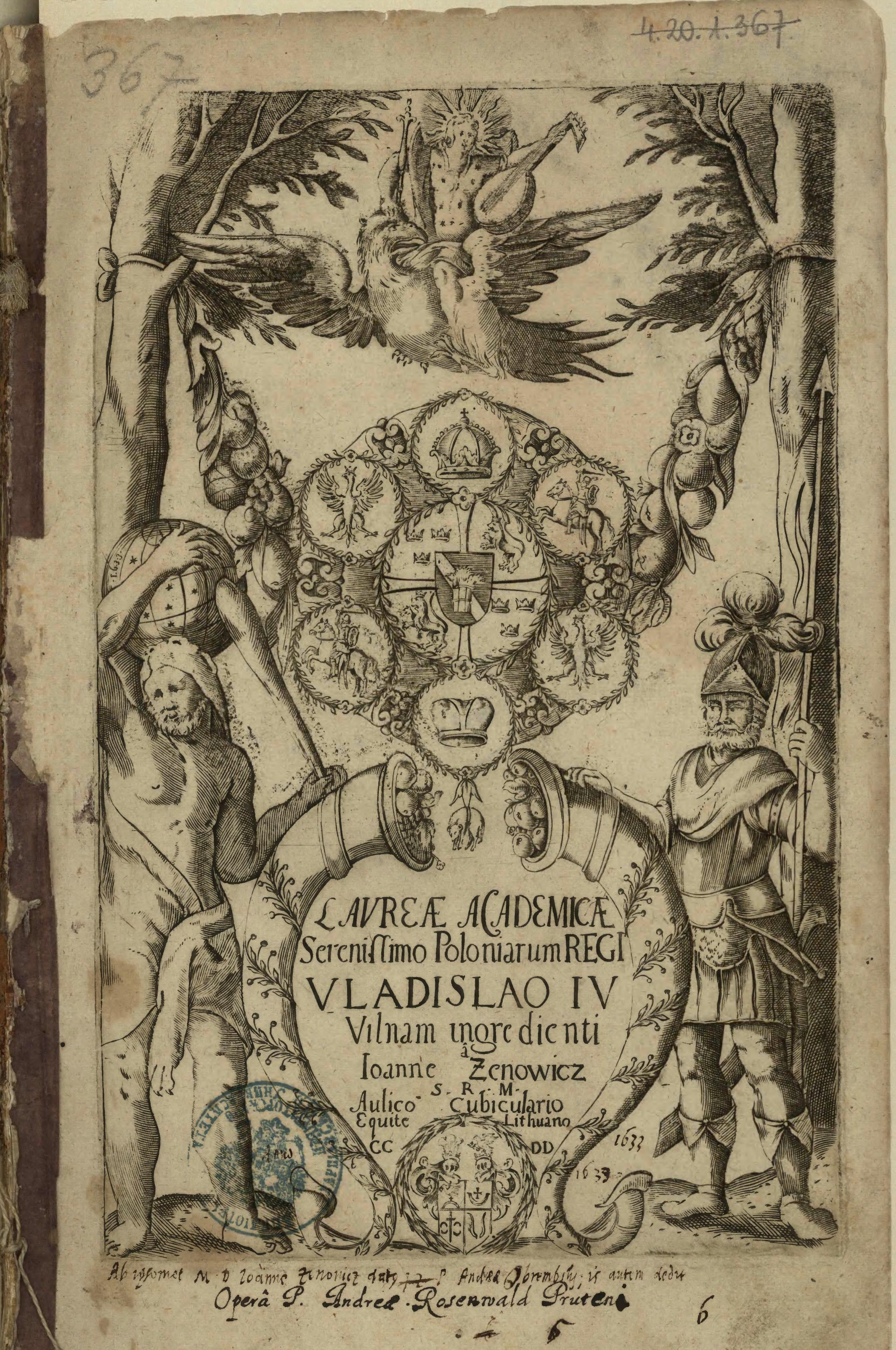
Laureae Academicae, Wilno 1633

Urodził się w Braniewie w roku 1601 lub 1602. Kształcił się w kolegium jezuickim w Braniewie. Do zakonu jezuitów wstąpił w 1620 w Braniewie lub w Wilnie. Studiował teologię i filozofię w Akademii Wileńskiej. Doktorat uzyskał w roku 1650. W latach 1636–1637 był prof. retoryki w kolegium jezuickim w Pułtusku. W l. 1638–1639 profesorem teologii moralnej i prefektem szkół średnich w Braniewie. W l. 1642–1643 prof. filozofii w kolegium jezuickim w Braniewie. Potem przez 2 lata, do 1645, prof. teologii moralnej w Krożach. W kolejnym roku akademickim 1645/1646 wykładał teologię moralną i Pismo św. w Akademii Wileńskiej. W latach 1647–1650 był wykładowcą filozofii w Nieświeżu. Powrócił do rodzinnego Braniewa w 1652 i wykładał ponownie w miejscowym kolegium teologię i Pismo św. do roku 1660. W latach 1661–1662 przebywał w Świętej Lipce, jako superior klasztoru jezuitów.
Był autorem dedykowanych królowi Władysławowi IV utworów poetyckich Laureae Academicae, które przyniosły mu sławę w kraju i za granicą. Pisał pod pseudonimem Ioannes Zenowicz.

## Publikacje[8][1]
- Laureae Academicae serenissimo Poloniarum regi Vladislao IV Vilnam ingredienti, a Ioanne Zenowicz, Wilno 1633
- Triumphus quem s. Casimiro exhibuit Vladislaus IV, Rzym 1639